# المعهد العالي لعلوم وتقنيات المياه بقابس
المعهد العالي لعلوم وتقنيات المياه بقابس هو إحدى المؤسسات العليا التابعة لجامعة قابس، وقد أنشئ بمقتضى الأمر عدد 1971 لسنة 2005 المؤرخ في 14 جويلية 2005 وهي مؤسسة عمومية ذات صبغة إدارية تتمتع بالشخصية المدنية والاستقلال المالي.

## أرقام
- طبقا لإحصائيات 2007-2008 يدرس بكلية طب الأسنان بقابس 803 طالبا من بينهم 465 طالبة.

## الأهداف
من بين الأهداف المحددة للمعهد العالي لعلوم وتقنيات المياه بقابس ما يلي:
- تكوين إطارات في مجال علوم وتقنيات المياه
- تأهيل الخريجين في مجال تقنيات المعالجة المعلوماتية بالطرق والبرمجيات الإعلامية الحديثة في مجال النمذجة الرقمية والجيوإعلامية
- تأهيل الخريجين في مجال التصرف وبعث المؤسسات، إضافة إلى تكوين أساسي في اللغات الأجنبية

## الشهادات
يسند المعهد الشهادات التالية:
- الإجازة التطبيقية في تثمين الموارد المائية
- الإجازة التطبيقية في تقنيات التنقيب والضخ
- الإجازة التطبيقية في جيولوجيا الموائد المائية

## وصلة خارجية
- موقع المعهد العالي لعلوم وتقنيات المياه بقابس.